# Nohanent
Nohanent (uttal (fil)) är en kommun i departementet Puy-de-Dôme i regionen Auvergne-Rhône-Alpes i centrala Frankrike. Kommunen ligger i kantonen Royat som tillhör arrondissementet Clermont-Ferrand. År 2022 hade Nohanent 2 246 invånare.

## Befolkningsutveckling
Antalet invånare i kommunen Nohanent
| Referens: INSEE |